# Collectief gedrag
Collectief gedrag is groepsgedrag dat wordt gekenmerkt door massaliteit en emotionaliteit. Het kan bestaan uit spontane atypische acties als deviant gedrag, paniek en massahysterie, maar ook in hervormingsbewegingen. Bij groepen die dit overkomt, is er sprake van weinig of geen structuur of organisatie en vaak is deze ook lokaal geconcentreerd.
De eerste theorie op dit vlak was afkomstig van Le Bon. Hij zag drie mechanismes die deze wat hij noemde groepsgeest bewerkstelligden:
- anonimiteit, hierdoor voelt men zich minder verantwoordelijk voor het gedrag;
- besmetting, emoties verspreiden zich door de massa als besmettelijke ziekte;
- suggestibiliteit, in een massa accepteert men suggestie eerder als waar zijnde.

Volgens de convergentietheorie wordt de massa gevormd juist doordat  bepaalde opvattingen en predisposities gedeeld worden. De groepsgeest besmet dus niet de menigte, maar gelijkgestemden zoeken elkaar op.
De zich-ontwikkelende-normtheorie van Turner en Killian stelt dat massa's heterogeen beginnen zonder eensgezindheid. Gaandeweg ontstaan normen waarbij men zich aansluit en die gevolgd worden, ook als men dit soort gedrag normaal gesproken niet vertoont.
Volgens de deïndividuatietheorie van Festinger gaat de individuele identiteit verloren en verminderen normale remmingen.